# Ferdinand Bol
Ferdinand Bol (døbt 24. juni 1616 i Dordrecht, død 24. august 1680 i Amsterdam) var en nederlandsk portrætmaler, historiemaler og gravør. 
Bol var først elev hos maleren Abraham Blomaert i Utrecht og blev i slutningen af 1630-erne elev i Rembrandts atelier og var siden virksom der til 1642. Han var frem til omkring 1650 stærkt påvirket af Rembrandts kunstneriske virke. Fra denne periode hidrører mange over store dele af Europa spredte såvel portrætter som gruppebilleder og bibelske, historiske og mytologiske malerier. 
Blandt portrætterne må nævnes dobbeltportrættet af et Ægtepar (1649) hos Lord Northbrook i London, et af hans mesterværker; et Kvindeligt portræt (1642) i Berlins Museum; et Mandsportræt i Eremitageslottet i Sankt Petersborg; Lutspillerinde og Dameportræt i Nationalmuseum; Moder med sit barn (i madonnastil) i Linköpings rådhus. 
Den mest bemærkelsesværdige blandt hans gruppebilder fra samme tid er den til 1649 daterede gengivelse af Bestyrelsesmedlemmarne for spedalskhedshospitalet i Amsterdam, på rådhuset i Amsterdam. Til hans ypperste historiebilleder fra samme epoke hører Vila under flugten til Egypten (1644, i Dresden), Kvinderne ved graven (samme år i København), Josef tyder drømmene (i Schwerin) og Hagar (i Liverpool). Denne virksomhedsperiode kendetegnes af en mørk, varmt brun farvetone og bred pensel. 
Efter 1650 tog han bevidst afstand fra sin store lærer, blev glattere i behandlingen og akademisk tørrere. Men hans popularitet forblev uformindsket, og bestillinger hobede sig op hos ham. Han malede i 1654 et stort værk, som endnu hænger i Amsterdams rådhus på sin gamle plads, adskillige korporationer i samme by lod sine medlemmer foreviges af hans hånd, ja, han blev til og med kaldt til Gouda for at i et Schutterstuk ("skyttestykke") male spidserne i den derværende borgergarde. 
Blandt hans mange portrætter fra den senere periode mærkes blandt andet de af Amiralerne de Ruyter. Nævnes må videre et Mandsportræt (1668, i Haags museum), hvor Rembrandts påvirkning ikke mere kan spores. På denne tid behandlede han med held også bibelske motiver så som Naamon hos profeten Elisa (1661, i Amsterdams rådhus, hvor man tillige ser en Allegori over amiralitetet), og historiebilleder som Pyrrhos og Fabritius (i Braunschweig). 
Til hans elever regnes blandt andre Godfrey Kneller og Cornelis Bisschop.